# جایزه سینمایی ام‌تی‌وی برای بهترین بازیگر در یک فیلم
در اینجا فهرست برندگان و نامزدهای جایزه سینمایی ام‌تی‌وی برای بهترین اجرا از سال ۱۹۹۲ به بعد قرار داده شده‌است. در تمام دوره‌ها به‌جز ۵ سال، جایزه مابین رده‌های مرد و زن تفکیک شده‌است.

## برندگان و نامزدها

### دهه ۱۹۹۰
| سال        | رده       | بازیگر                   | فیلم                                    | نقش                         |
| ---------- | --------- | ------------------------ | --------------------------------------- | --------------------------- |
| ۱۹۹۲ اول   | اجرای مرد | آرنولد شوارتزنگر         | نابودگر ۲: روز داوری                    | نابودگر                     |
| ۱۹۹۲ اول   | اجرای مرد | کوین کاستنر              | رابین هود: شاهزاده دزدان                | رابین هود                   |
| ۱۹۹۲ اول   | اجرای مرد | رابرت دنیرو              | تنگه وحشت                               | Max Cady                    |
| ۱۹۹۲ اول   | اجرای مرد | وال کیلمر                | دورز                                    | جیم موریسون                 |
| ۱۹۹۲ اول   | اجرای مرد | رابین ویلیامز            | شاه ماهیگیر                             | هنری ساگان / پَری            |
| ۱۹۹۲ اول   | اجرای زن  | لیندا همیلتون            | نابودگر ۲: روز داوری                    | سارا کانر                   |
| ۱۹۹۲ اول   | اجرای زن  | جینا دیویس               | تلما و لوییز                            | تلما دیکینسون               |
| ۱۹۹۲ اول   | اجرای زن  | ربکا د مورنی             | دستی که گهواره را تکان می‌دهد            | پیتون فلندرز                |
| ۱۹۹۲ اول   | اجرای زن  | مری الیزابت ماسترانتونیو | رابین هود: شاهزاده دزدان                | دوشیزه ماریان               |
| ۱۹۹۲ اول   | اجرای زن  | جولیا رابرتس             | جوان‌مرگ                                 | هیلاری اُنِیل                 |
| ۱۹۹۳ دوم   | اجرای مرد | دنزل واشینگتن            | مالکوم ایکس                             | مالکوم ایکس                 |
| ۱۹۹۳ دوم   | اجرای مرد | کوین کاستنر              | بادیگارد                                | فرانک فارمر                 |
| ۱۹۹۳ دوم   | اجرای مرد | تام کروز                 | چند مرد خوب                             | ستوان دنیل کافی             |
| ۱۹۹۳ دوم   | اجرای مرد | مایکل داگلاس             | غریزه اصلی                              | نیک کارِن                    |
| ۱۹۹۳ دوم   | اجرای مرد | جک نیکلسون               | چند مرد خوب                             | سرهنگ ناتان جسپ             |
| ۱۹۹۳ دوم   | اجرای زن  | شارون استون              | غریزه اصلی                              | کاترین ترامل                |
| ۱۹۹۳ دوم   | اجرای زن  | جینا دیویس               | لیگ خودشان                              | داتی هینسون                 |
| ۱۹۹۳ دوم   | اجرای زن  | ووپی گلدبرگ              | راهبه بدلی                              | دلوریس ون کارتیه            |
| ۱۹۹۳ دوم   | اجرای زن  | ویتنی هیوستون            | بادیگارد                                | ریچل مارون                  |
| ۱۹۹۳ دوم   | اجرای زن  | دمی مور                  | چند مرد خوب                             | ستوان فرمانده جوآن گالووی   |
| ۱۹۹۴ سوم   | اجرای مرد | تام هنکس                 | فیلادلفیا                               | اندرو بکت                   |
| ۱۹۹۴ سوم   | اجرای مرد | تام کروز                 | شرکت                                    | Mitch McDeere               |
| ۱۹۹۴ سوم   | اجرای مرد | هریسون فورد              | فراری                                   | دکتر ریچارد کیمبل           |
| ۱۹۹۴ سوم   | اجرای مرد | وال کیلمر                | توم‌استون                                | داک هالیدی                  |
| ۱۹۹۴ سوم   | اجرای مرد | رابین ویلیامز            | خانم داوت‌فایر                           | دنیل هیلارد / خانم دابت‌فایر |
| ۱۹۹۴ سوم   | اجرای زن  | جنت جکسون                | پوئتیک جاستیس                           | جاستیس                      |
| ۱۹۹۴ سوم   | اجرای زن  | آنجلا باست               | چه ربطی به عشق دارد؟                    | تینا ترنر                   |
| ۱۹۹۴ سوم   | اجرای زن  | دمی مور                  | پیشنهاد بی‌شرمانه                        | دایانا مورفی                |
| ۱۹۹۴ سوم   | اجرای زن  | جولیا رابرتس             | پرونده پلیکان                           | داری شو                     |
| ۱۹۹۴ سوم   | اجرای زن  | مگ رایان                 | بی‌خواب در سیاتل                         | آنی رید                     |
| ۱۹۹۵ چهارم | اجرای مرد | برد پیت                  | مصاحبه با خون‌آشام (فیلم)                | Louis                       |
| ۱۹۹۵ چهارم | اجرای مرد | تام هنکس                 | فارست گامپ                              | فارست گامپ                  |
| ۱۹۹۵ چهارم | اجرای مرد | برندون لی                | کلاغ                                    | اریک دراون / کلاغ           |
| ۱۹۹۵ چهارم | اجرای مرد | کیانو ریوز               | سرعت                                    | جک تراون                    |
| ۱۹۹۵ چهارم | اجرای مرد | جان تراولتا              | داستان عامه‌پسند                         | وینسنت وگا                  |
| ۱۹۹۵ چهارم | اجرای زن  | ساندرا بولاک             | سرعت                                    | آنی پورتر                   |
| ۱۹۹۵ چهارم | اجرای زن  | جیمی لی کرتیس            | دروغ‌های حقیقی                           | هلن تسکر                    |
| ۱۹۹۵ چهارم | اجرای زن  | جودی فاستر               | نل                                      | نل کلتی                     |
| ۱۹۹۵ چهارم | اجرای زن  | مگ رایان                 | وقتی که مردی زنی را دوست دارد           | آلیس گرین                   |
| ۱۹۹۵ چهارم | اجرای زن  | اوما تورمن               | داستان عامه‌پسند                         | میا والاس                   |
| ۱۹۹۶ پنجم  | اجرای مرد | جیم کری                  | ایس ونچورا: هنگامی که طبیعت فرا می‌خواند | ایس ونچورا                  |
| ۱۹۹۶ پنجم  | اجرای مرد | مل گیبسون                | شجاع‌دل                                  | ویلیام والاس                |
| ۱۹۹۶ پنجم  | اجرای مرد | تام هنکس                 | آپولو ۱۳                                | جیمز لاول                   |
| ۱۹۹۶ پنجم  | اجرای مرد | برد پیت                  | ۱۲ میمون                                | جفری گوینس                  |
| ۱۹۹۶ پنجم  | اجرای مرد | دنزل واشینگتن            | جزر و مد سرخ                            | ستوان فرمانده ران هانتر     |
| ۱۹۹۶ پنجم  | اجرای زن  | آلیسیا سیلورستون         | بی‌سرنخ                                  | شر هوروویتس                 |
| ۱۹۹۶ پنجم  | اجرای زن  | ساندرا بولاک             | وقتی خواب بودی                          | لوسی الِنور مودراتز          |
| ۱۹۹۶ پنجم  | اجرای زن  | میشل فایفر               | ذهن‌های خطرناک                           | LouAnne Johnson             |
| ۱۹۹۶ پنجم  | اجرای زن  | سوزان ساراندون           | راه رفتن مرد مرده                       | Sister Helen Prejean        |
| ۱۹۹۶ پنجم  | اجرای زن  | شارون استون              | کازینو                                  | جینجر مک‌کنا                 |
| ۱۹۹۷ ششم   | اجرای مرد | تام کروز                 | جری مگوایر                              | جری مگوایر                  |
| ۱۹۹۷ ششم   | اجرای مرد | لئوناردو دی‌کاپریو        | رومئو + ژولیت                           | رومئو                       |
| ۱۹۹۷ ششم   | اجرای مرد | ادی مورفی                | پروفسور دیوانه                          | Sherman Klump               |
| ۱۹۹۷ ششم   | اجرای مرد | ویل اسمیت                | روز استقلال                             | استیون هیلر                 |
| ۱۹۹۷ ششم   | اجرای مرد | جان تراولتا              | پدیده                                   | جرج مَلی                     |
| ۱۹۹۷ ششم   | اجرای زن  | کلر دینز                 | رومئو + ژولیت                           | ژولیت                       |
| ۱۹۹۷ ششم   | اجرای زن  | ساندرا بولاک             | زمانی برای کشتن                         | الن روآک                    |
| ۱۹۹۷ ششم   | اجرای زن  | نو کمبل                  | جیغ                                     | Sidney Prescott             |
| ۱۹۹۷ ششم   | اجرای زن  | هلن هانت                 | گردباد                                  | جو هاردینگ                  |
| ۱۹۹۷ ششم   | اجرای زن  | مدونا                    | اویتا                                   | اوا پرون                    |
| ۱۹۹۸ هفتم  | اجرای مرد | لئوناردو دی‌کاپریو        | تایتانیک                                | جک داوسون                   |
| ۱۹۹۸ هفتم  | اجرای مرد | نیکلاس کیج               | تغییر چهره                              | کستور تروی                  |
| ۱۹۹۸ هفتم  | اجرای مرد | مت دیمون                 | ویل هانتینگ خوب                         | ویل هانتینگ                 |
| ۱۹۹۸ هفتم  | اجرای مرد | ساموئل ال. جکسون         | جکی براون                               | اوردل رابی                  |
| ۱۹۹۸ هفتم  | اجرای مرد | جان تراولتا              | تغییر چهره                              | شن آرچر                     |
| ۱۹۹۸ هفتم  | اجرای زن  | نو کمبل                  | جیغ ۲                                   | Sidney Prescott             |
| ۱۹۹۸ هفتم  | اجرای زن  | ویویکا ای فاکس           | غذای روح                                | Maxine Chadway              |
| ۱۹۹۸ هفتم  | اجرای زن  | هلن هانت                 | بهتر از این نمی‌شه                       | کارول کانلی                 |
| ۱۹۹۸ هفتم  | اجرای زن  | جولیا رابرتس             | عروسی بهترین دوست من                    | جولیان پوترس                |
| ۱۹۹۸ هفتم  | اجرای زن  | کیت وینسلت               | تایتانیک                                | رز دِ ویت بوکاتر             |
| ۱۹۹۹ هشتم  | اجرای مرد | جیم کری                  | نمایش ترومن                             | ترومن بوربنک                |
| ۱۹۹۹ هشتم  | اجرای مرد | بن افلک                  | آرماگدون                                | ای.جی. فراست                |
| ۱۹۹۹ هشتم  | اجرای مرد | تام هنکس                 | نجات سرباز رایان                        | جان میلر                    |
| ۱۹۹۹ هشتم  | اجرای مرد | آدام سندلر               | آبدارچی                                 | بابی بوچر                   |
| ۱۹۹۹ هشتم  | اجرای مرد | ویل اسمیت                | دشمن ملت (فیلم)                         | رابرت دین                   |
| ۱۹۹۹ هشتم  | اجرای زن  | کامرون دیاز              | مری یه جوریه                            | مری جِنسن                    |
| ۱۹۹۹ هشتم  | اجرای زن  | جنیفر لاو هیویت          | Can't Hardly Wait                       | آماندا بکت                  |
| ۱۹۹۹ هشتم  | اجرای زن  | جنیفر لوپز               | خارج از دید                             | کارن سیسکو                  |
| ۱۹۹۹ هشتم  | اجرای زن  | گوئینت پالترو            | شکسپیر عاشق                             | ویولا دِ لسپس                |
| ۱۹۹۹ هشتم  | اجرای زن  | لیو تایلر                | آرماگدون                                | گریس استمپر                 |

### دهه ۲۰۰۰
| سال      | رده                  | بازیگر             | فیلم                                     | نقش                             |
| -------- | -------------------- | ------------------ | ---------------------------------------- | ------------------------------- |
| ۲۰۰۰ نهم | اجرای مرد            | کیانو ریوز         | ماتریکس                                  | نئو                             |
| ۲۰۰۰ نهم | اجرای مرد            | جیم کری            | مرد روی ماه (فیلم)                       | اندی کافمن                      |
| ۲۰۰۰ نهم | اجرای مرد            | رایان فیلیپ        | مقاصد بی‌رحمانه                           | Sebastian Valmont               |
| ۲۰۰۰ نهم | اجرای مرد            | آدام سندلر         | پدر بزرگ (فیلم)                          | Sonny Koufax                    |
| ۲۰۰۰ نهم | اجرای مرد            | بروس ویلیس         | حس ششم (فیلم)                            | Dr. Malcolm Crowe               |
| ۲۰۰۰ نهم | اجرای زن             | سارا میشل گلر      | مقاصد بی‌رحمانه                           | Kathryn Merteuil                |
| ۲۰۰۰ نهم | اجرای زن             | درو بریمور         | هرگز بوسیده نشده                         | Josie Geller                    |
| ۲۰۰۰ نهم | اجرای زن             | نو کمبل            | جیغ ۳                                    | Sidney Prescott                 |
| ۲۰۰۰ نهم | اجرای زن             | اشلی جاد           | مخاطره مضاعف (فیلم)                      | Libby Parsons                   |
| ۲۰۰۰ نهم | اجرای زن             | جولیا رابرتس       | عروس فراری (فیلم ۱۹۹۹)                   | Maggie Carpenter                |
| ۲۰۰۱ دهم | اجرای مرد            | تام کروز           | مأموریت: غیرممکن ۲                       | ایتن هانت                       |
| ۲۰۰۱ دهم | اجرای مرد            | راسل کرو           | گلادیاتور (فیلم ۲۰۰۰)                    | Maximus                         |
| ۲۰۰۱ دهم | اجرای مرد            | عمر اپس            | عشق و بسکتبال                            | Quincy McCall                   |
| ۲۰۰۱ دهم | اجرای مرد            | مل گیبسون          | میهن‌پرست (فیلم ۲۰۰۰)                     | Benjamin Martin                 |
| ۲۰۰۱ دهم | اجرای مرد            | تام هنکس           | دورافتاده                                | Chuck Noland                    |
| ۲۰۰۱ دهم | اجرای زن             | جولیا رابرتس       | ارین براکویچ                             | ارین بروکوویچ                   |
| ۲۰۰۱ دهم | اجرای زن             | آلیا (خواننده)     | رومئو باید بمیرد                         | Trish O'Day                     |
| ۲۰۰۱ دهم | اجرای زن             | کیت هادسن          | تقریباً مشهور                             | Penny Lane                      |
| ۲۰۰۱ دهم | اجرای زن             | جنیفر لوپز         | سلول (فیلم ۲۰۰۰)                         | Dr. Catherine Deane             |
| ۲۰۰۱ دهم | اجرای زن             | جولیا استایلز      | آخرین رقص را نگه دار                     | Sara Johnson                    |
| ۲۰۰۲ ۱۱م | اجرای مرد            | ویل اسمیت          | علی (فیلم)                               | محمد علی کلی                    |
| ۲۰۰۲ ۱۱م | اجرای مرد            | راسل کرو           | ذهن زیبا                                 | جان فوربز نش                    |
| ۲۰۰۲ ۱۱م | اجرای مرد            | جاش هارتنت         | پرل هاربر (فیلم)                         | Lieutenant Danny Walker         |
| ۲۰۰۲ ۱۱م | اجرای مرد            | وین دیزل           | سریع و خشمگین (فیلم ۲۰۰۱)                | دومینیک تورتو                   |
| ۲۰۰۲ ۱۱م | اجرای مرد            | الایجا وود         | ارباب حلقه‌ها: یاران حلقه                 | فرودو بگینز                     |
| ۲۰۰۲ ۱۱م | اجرای زن             | نیکول کیدمن        | مولن روژ!                                | Satine                          |
| ۲۰۰۲ ۱۱م | اجرای زن             | کیت بکینسیل        | پرل هاربر (فیلم)                         | Nurse Evelyn Johnson            |
| ۲۰۰۲ ۱۱م | اجرای زن             | هلی بری            | مهمانی هیولا                             | Leticia Musgrove                |
| ۲۰۰۲ ۱۱م | اجرای زن             | آنجلینا جولی       | لارا کرافت: مهاجم مقبره                  | Lara Croft                      |
| ۲۰۰۲ ۱۱م | اجرای زن             | ریس ویترسپون       | قانوناً بلوند                             | Elle Woods                      |
| ۲۰۰۳ ۱۲م | اجرای مرد            | امینم              | ۸ مایل                                   | Jimmy "B-Rabbit" Smith          |
| ۲۰۰۳ ۱۲م | اجرای مرد            | وین دیزل           | تریپل اکس (فیلم ۲۰۰۲)                    | Xander Cage                     |
| ۲۰۰۳ ۱۲م | اجرای مرد            | لئوناردو دی‌کاپریو  | اگه می‌تونی منو بگیر (فیلم ۲۰۰۲)          | فرانک ابگنیل                    |
| ۲۰۰۳ ۱۲م | اجرای مرد            | توبی مگوایر        | مرد عنکبوتی (فیلم)                       | Peter Parker / Spider-Man       |
| ۲۰۰۳ ۱۲م | اجرای مرد            | ویگو مورتنسن       | ارباب حلقه‌ها: دو برج (فیلم)              | آراگورن                         |
| ۲۰۰۳ ۱۲م | اجرای زن             | کیریستن دانست      | مرد عنکبوتی (فیلم)                       | Mary Jane Watson                |
| ۲۰۰۳ ۱۲م | اجرای زن             | هلی بری            | روزی دیگر بمیر                           | Jinx                            |
| ۲۰۰۳ ۱۲م | اجرای زن             | کیت هادسن          | چگونه مردی را در ۱۰ روز از دست بدهیم     | Andie Anderson                  |
| ۲۰۰۳ ۱۲م | اجرای زن             | کویین لطیفه        | شیکاگو (فیلم ۲۰۰۲)                       | Matron Morton                   |
| ۲۰۰۳ ۱۲م | اجرای زن             | ریس ویترسپون       | خانه شیرینم آلاباما (فیلم)               | Melanie Carmichael              |
| ۲۰۰۴ ۱۳م | اجرای مرد            | جانی دپ            | دزدان دریایی کارائیب: نفرین مروارید سیاه | جک اسپارو                       |
| ۲۰۰۴ ۱۳م | اجرای مرد            | جیمز کاویزل        | مصائب مسیح                               | عیسی                            |
| ۲۰۰۴ ۱۳م | اجرای مرد            | تام کروز           | آخرین سامورایی                           | Cpt. Nathan Algren              |
| ۲۰۰۴ ۱۳م | اجرای مرد            | بیل مری            | گمشده در ترجمه                           | Bob Harris                      |
| ۲۰۰۴ ۱۳م | اجرای مرد            | آدام سندلر         | ۵۰ قرار اول                              | Henry Roth                      |
| ۲۰۰۴ ۱۳م | اجرای زن             | اوما تورمن         | بیل را بکش: بخش ۱                        | عروس (بیل را بکش)               |
| ۲۰۰۴ ۱۳م | اجرای زن             | درو بریمور         | ۵۰ قرار اول                              | Lucy Whitmore                   |
| ۲۰۰۴ ۱۳م | اجرای زن             | هلی بری            | گوتیکا                                   | Miranda Grey                    |
| ۲۰۰۴ ۱۳م | اجرای زن             | کویین لطیفه        | پایین آوردن خانه (فیلم)                  | Charlene Morton                 |
| ۲۰۰۴ ۱۳م | اجرای زن             | شارلیز ترون        | هیولا (فیلم ۲۰۰۳)                        | آیلین وورنوس                    |
| ۲۰۰۵ ۱۴م | اجرای مرد            | لئوناردو دی‌کاپریو  | هوانورد (فیلم ۲۰۰۴)                      | هوارد هیوز                      |
| ۲۰۰۵ ۱۴م | اجرای مرد            | مت دیمون           | برتری بورن                               | Jason Bourne                    |
| ۲۰۰۵ ۱۴م | اجرای مرد            | جیمی فاکس          | ری (فیلم)                                | ری چارلز                        |
| ۲۰۰۵ ۱۴م | اجرای مرد            | برد پیت            | تروآ (فیلم)                              | آشیل                            |
| ۲۰۰۵ ۱۴م | اجرای مرد            | ویل اسمیت          | هیچ (فیلم ۲۰۰۵)                          | Hitch                           |
| ۲۰۰۵ ۱۴م | اجرای زن             | لیندزی لوهان       | دختران بدجنس                             | Cady Heron                      |
| ۲۰۰۵ ۱۴م | اجرای زن             | ریچل مک‌آدامز       | دفترچه خاطرات (فیلم ۲۰۰۴)                | Allie Hamilton                  |
| ۲۰۰۵ ۱۴م | اجرای زن             | ناتالی پورتمن      | ایالت گلستان (فیلم)                      | Sam                             |
| ۲۰۰۵ ۱۴م | اجرای زن             | هیلاری سوانک       | محبوب میلیون دلاری                       | Maggie Fitzgerald               |
| ۲۰۰۵ ۱۴م | اجرای زن             | اوما تورمن         | بیل را بکش: بخش ۲                        | عروس (بیل را بکش)               |
| ۲۰۰۶ ۱۵م | بهترین اجرا (ترکیبی) | جیک جیلنهال        | کوهستان بروکبک                           | Jack Twist                      |
| ۲۰۰۶ ۱۵م | بهترین اجرا (ترکیبی) | استیو کرل          | باکره چهل‌ساله                            | Andy Stitzer                    |
| ۲۰۰۶ ۱۵م | بهترین اجرا (ترکیبی) | ترنس هاوارد        | شتاب و طغیان                             | DJay                            |
| ۲۰۰۶ ۱۵م | بهترین اجرا (ترکیبی) | ریچل مک‌آدامز       | چشم قرمز                                 | Lisa Reisert                    |
| ۲۰۰۶ ۱۵م | بهترین اجرا (ترکیبی) | واکین فینیکس       | سربه‌راه باش                              | جانی کش                         |
| ۲۰۰۶ ۱۵م | بهترین اجرا (ترکیبی) | ریس ویترسپون       | سربه‌راه باش                              | جون کارتر                       |
| ۲۰۰۷ ۱۶م | بهترین اجرا (ترکیبی) | جانی دپ            | دزدان دریایی کارائیب: صندوقچه مرد مرده   | جک اسپارو                       |
| ۲۰۰۷ ۱۶م | بهترین اجرا (ترکیبی) | جرارد باتلر        | ۳۰۰ (فیلم)                               | لئونیداس                        |
| ۲۰۰۷ ۱۶م | بهترین اجرا (ترکیبی) | جنیفر هادسن        | دختران رؤیایی (فیلم)                     | Effie White                     |
| ۲۰۰۷ ۱۶م | بهترین اجرا (ترکیبی) | کیرا نایتلی        | دزدان دریایی کارائیب: صندوقچه مرد مرده   | الیزابت سوآن                    |
| ۲۰۰۷ ۱۶م | بهترین اجرا (ترکیبی) | بیانسه             | دختران رؤیایی (فیلم)                     | Deena Jones                     |
| ۲۰۰۷ ۱۶م | بهترین اجرا (ترکیبی) | ویل اسمیت          | در جستجوی خوشبختی                        | Chris Gardner                   |
| ۲۰۰۸ ۱۷م | اجرای مرد            | ویل اسمیت          | من افسانه هستم                           | Robert Neville                  |
| ۲۰۰۸ ۱۷م | اجرای مرد            | مایکل سرا          | جونو (فیلم)                              | Paulie Bleeker                  |
| ۲۰۰۸ ۱۷م | اجرای مرد            | مت دیمون           | اولتیماتوم بورن                          | Jason Bourne                    |
| ۲۰۰۸ ۱۷م | اجرای مرد            | شایا لباف          | تبدیل‌شوندگان (فیلم)                      | Sam Witwicky                    |
| ۲۰۰۸ ۱۷م | اجرای مرد            | دنزل واشینگتن      | گانگستر آمریکایی (فیلم)                  | فرانک لوکاس (فروشنده مواد مخدر) |
| ۲۰۰۸ ۱۷م | اجرای زن             | الیوت پیج          | جونو (فیلم)                              | Juno MacGuff                    |
| ۲۰۰۸ ۱۷م | اجرای زن             | ایمی آدامز         | افسون‌زده (فیلم)                          | Giselle                         |
| ۲۰۰۸ ۱۷م | اجرای زن             | جسیکا بیل          | اکنون شما را چاک و لری اعلام می‌کنم       | Alex McDonough                  |
| ۲۰۰۸ ۱۷م | اجرای زن             | کاترین هایگل       | باردار (فیلم ۲۰۰۷)                       | Alison Scott                    |
| ۲۰۰۸ ۱۷م | اجرای زن             | کیرا نایتلی        | دزدان دریایی کارائیب: پایان جهان         | الیزابت سوآن                    |
| ۲۰۰۹ ۱۸م | اجرای مرد            | زک افران           | دبیرستان موزیکال ۳: سال آخر              | Troy Bolton                     |
| ۲۰۰۹ ۱۸م | اجرای مرد            | کریستین بیل        | شوالیه تاریکی (فیلم)                     | Bruce Wayne / بتمن              |
| ۲۰۰۹ ۱۸م | اجرای مرد            | وین دیزل           | سریع و خشمگین ۴                          | Dominic Toretto                 |
| ۲۰۰۹ ۱۸م | اجرای مرد            | رابرت داونی جونیور | مرد آهنی (فیلم ۲۰۰۸)                     | مرد آهنی                        |
| ۲۰۰۹ ۱۸م | اجرای مرد            | شایا لباف          | چشم عقاب (فیلم ۲۰۰۸)                     | Jerry & Ethan Shaw              |
| ۲۰۰۹ ۱۸م | اجرای زن             | کریستن استوارت     | گرگ‌ومیش (فیلم ۲۰۰۸)                      | بلا سوان                        |
| ۲۰۰۹ ۱۸م | اجرای زن             | ان هتوی            | جنگ عروس‌ها                               | Emma Allen                      |
| ۲۰۰۹ ۱۸م | اجرای زن             | تراجی پی. هنسون    | مورد عجیب بنجامین باتن                   | Queenie                         |
| ۲۰۰۹ ۱۸م | اجرای زن             | آنجلینا جولی       | تحت تعقیب (فیلم ۲۰۰۸)                    | Fox                             |
| ۲۰۰۹ ۱۸م | اجرای زن             | کیت وینسلت         | کتاب‌خوان (فیلم ۲۰۰۸)                     | Hanna Schmitz                   |

### دهه ۲۰۱۰
| سال      | رده                  | بازیگر            | فیلم                               | نقش                                  |
| -------- | -------------------- | ----------------- | ---------------------------------- | ------------------------------------ |
| ۲۰۱۰ ۱۹م | اجرای مرد            | رابرت پتینسون     | گرگ‌ومیش: ماه نو                    | ادوارد کالن                          |
| ۲۰۱۰ ۱۹م | اجرای مرد            | زک افران          | دوباره ۱۷                          | Mike O'Donnell                       |
| ۲۰۱۰ ۱۹م | اجرای مرد            | تیلور لاتنر       | گرگ‌ومیش: ماه نو                    | جیکوب بلک                            |
| ۲۰۱۰ ۱۹م | اجرای مرد            | دنیل ردکلیف       | هری پاتر و شاهزاده دورگه (فیلم)    | هری پاتر                             |
| ۲۰۱۰ ۱۹م | اجرای مرد            | چنینگ تیتوم       | جان عزیز (فیلم)                    | John Tyree                           |
| ۲۰۱۰ ۱۹م | اجرای زن             | کریستن استوارت    | گرگ‌ومیش: ماه نو                    | بلا سوان                             |
| ۲۰۱۰ ۱۹م | اجرای زن             | ساندرا بولاک      | نقطه کور (فیلم ۲۰۰۹)               | Leigh Anne Tuohy                     |
| ۲۰۱۰ ۱۹م | اجرای زن             | زوئی سالدانیا     | آواتار (فیلم ۲۰۰۹)                 | Neytiri                              |
| ۲۰۱۰ ۱۹م | اجرای زن             | آماندا سایفرد     | جان عزیز (فیلم)                    | Savannah Lynn Curtis                 |
| ۲۰۱۰ ۱۹م | اجرای زن             | اما واتسون        | هری پاتر و شاهزاده دورگه (فیلم)    | هرماینی گرنجر                        |
| ۲۰۱۱ ۲۰م | اجرای مرد            | رابرت پتینسون     | گرگ‌ومیش: خسوف                      | ادوارد کالن                          |
| ۲۰۱۱ ۲۰م | اجرای مرد            | زک افران          | چارلی سنت کلاود                    | Charlie St. Cloud                    |
| ۲۰۱۱ ۲۰م | اجرای مرد            | جسی آیزنبرگ       | شبکه اجتماعی                       | مارک زاکربرگ                         |
| ۲۰۱۱ ۲۰م | اجرای مرد            | تیلور لاتنر       | گرگ‌ومیش: خسوف                      | جیکوب بلک                            |
| ۲۰۱۱ ۲۰م | اجرای مرد            | دنیل ردکلیف       | هری پاتر و یادگاران مرگ – قسمت اول | هری پاتر                             |
| ۲۰۱۱ ۲۰م | اجرای زن             | کریستن استوارت    | گرگ‌ومیش: خسوف                      | بلا سوان                             |
| ۲۰۱۱ ۲۰م | اجرای زن             | جنیفر آنیستون     | فقط باهاش کنار بیا                 | Katherine Murphy / "Devlin Maccabee" |
| ۲۰۱۱ ۲۰م | اجرای زن             | ناتالی پورتمن     | قوی سیاه (فیلم ۲۰۱۰)               | Nina Sayers                          |
| ۲۰۱۱ ۲۰م | اجرای زن             | اما استون         | ایزی ای                            | Olive Penderghast                    |
| ۲۰۱۱ ۲۰م | اجرای زن             | اما واتسون        | هری پاتر و یادگاران مرگ – قسمت اول | هرماینی گرنجر                        |
| ۲۰۱۲ ۲۱م | اجرای مرد            | جاش هاچرسون       | بازی‌های گرسنگی (فیلم)              | پیتا ملارک                           |
| ۲۰۱۲ ۲۱م | اجرای مرد            | جوزف گوردون لویت  | ۵۰/۵۰                              | Adam Lerner                          |
| ۲۰۱۲ ۲۱م | اجرای مرد            | رایان گاسلینگ     | رانندگی (فیلم ۲۰۱۱)                | Driver                               |
| ۲۰۱۲ ۲۱م | اجرای مرد            | دنیل ردکلیف       | هری پاتر و یادگاران مرگ – قسمت دوم | هری پاتر                             |
| ۲۰۱۲ ۲۱م | اجرای مرد            | چنینگ تیتوم       | عهد                                | لئو کالینز                           |
| ۲۰۱۲ ۲۱م | اجرای زن             | جنیفر لارنس       | بازی‌های گرسنگی                     | کتنیس اوردین                         |
| ۲۰۱۲ ۲۱م | اجرای زن             | رونی مارا         | دختری با خالکوبی اژدها             | لیسبت سالاندر                        |
| ۲۰۱۲ ۲۱م | اجرای زن             | کریستن ویگ        | ساقدوش‌ها                           | آنی واکر                             |
| ۲۰۱۲ ۲۱م | اجرای زن             | اما استون         | دیوانه‌وار، احمقانه، عشق            | هانا ویوِر                            |
| ۲۰۱۲ ۲۱م | اجرای زن             | اما واتسون        | هری پاتر و یادگاران مرگ – قسمت دوم | هرماینی گرنجر                        |
| ۲۰۱۳ ۲۲م | اجرای مرد            | بردلی کوپر        | دفترچه امیدبخش                     | پت سولیتانو جونیور                   |
| ۲۰۱۳ ۲۲م | اجرای مرد            | بن افلک           | آرگو                               | تونی مندز                            |
| ۲۰۱۳ ۲۲م | اجرای مرد            | چنینگ تیتوم       | مجیک مایک                          | مایکل «مجیک مایک» لِین                |
| ۲۰۱۳ ۲۲م | اجرای مرد            | دنیل دی-لوئیس     | لینکلن                             | آبراهام لینکلن                       |
| ۲۰۱۳ ۲۲م | اجرای مرد            | جیمی فاکس         | جنگوی زنجیرگسسته                   | Django                               |
| ۲۰۱۳ ۲۲م | اجرای زن             | جنیفر لارنس       | دفترچه امیدبخش                     | تیفانی مکسول                         |
| ۲۰۱۳ ۲۲م | اجرای زن             | ان هتوی           | بینوایان                           | Fantine                              |
| ۲۰۱۳ ۲۲م | اجرای زن             | میلا کونیس        | تد                                 | لوری کالینز                          |
| ۲۰۱۳ ۲۲م | اجرای زن             | اما واتسون        | مزایای گوشه‌گیر بودن                | Sam                                  |
| ۲۰۱۳ ۲۲م | اجرای زن             | ربل ویلسون        | آوازخوان حرفه‌ای                    | فَت امی                               |
| ۲۰۱۴ ۲۳م | اجرای مرد            | جاش هاچرسون       | بازی‌های گرسنگی: اشتعال             | پیتا ملارک                           |
| ۲۰۱۴ ۲۳م | اجرای مرد            | بردلی کوپر        | حقه‌بازی آمریکایی                   | ریچی دی‌ماسو                          |
| ۲۰۱۴ ۲۳م | اجرای مرد            | چیویتل اجیوفور    | ۱۲ سال بردگی                       | سالومون نورثاپ                       |
| ۲۰۱۴ ۲۳م | اجرای مرد            | لئوناردو دی‌کاپریو | گرگ وال استریت                     | جردن بلفورت                          |
| ۲۰۱۴ ۲۳م | اجرای مرد            | متیو مک‌کانهی      | باشگاه خریداران دالاس              | Ron Woodroof                         |
| ۲۰۱۴ ۲۳م | اجرای زن             | جنیفر لارنس       | بازی‌های گرسنگی: اشتعال             | کتنیس اوردین                         |
| ۲۰۱۴ ۲۳م | اجرای زن             | ایمی آدامز        | حقه‌بازی آمریکایی                   | سیدنی پروسر                          |
| ۲۰۱۴ ۲۳م | اجرای زن             | جنیفر آنیستون     | ما میلرها هستیم                    | رز اُ'ریلی                            |
| ۲۰۱۴ ۲۳م | اجرای زن             | لوپیتا نیونگو     | ۱۲ سال بردگی                       | Patsey                               |
| ۲۰۱۴ ۲۳م | اجرای زن             | ساندرا بولاک      | جاذبه                              | دکتر رایان استون                     |
| ۲۰۱۵ ۲۴م | اجرای مرد            | بردلی کوپر        | تک‌تیرانداز آمریکایی                | کریس کایل                            |
| ۲۰۱۵ ۲۴م | اجرای مرد            | انسل الگورت       | بخت پریشان                         | آگوستوس واترز                        |
| ۲۰۱۵ ۲۴م | اجرای مرد            | چنینگ تیتوم       | فاکس‌کچر                            | مارک شولتز                           |
| ۲۰۱۵ ۲۴م | اجرای مرد            | کریس پرت          | نگهبانان کهکشان                    | استار-لرد                            |
| ۲۰۱۵ ۲۴م | اجرای مرد            | مایلز تلر         | ویپلش                              | اندرو نِیمن                           |
| ۲۰۱۵ ۲۴م | اجرای زن             | شیلین وودلی       | بخت پریشان                         | هازل گریس لنکستر                     |
| ۲۰۱۵ ۲۴م | اجرای زن             | اسکارلت جوهانسون  | لوسی                               | لوسی                                 |
| ۲۰۱۵ ۲۴م | اجرای زن             | جنیفر لارنس       | بازی‌های گرسنگی: زاغ مقلد – بخش ۱   | کتنیس اوردین                         |
| ۲۰۱۵ ۲۴م | اجرای زن             | اما استون         | بردمن                              | سم تامسون                            |
| ۲۰۱۵ ۲۴م | اجرای زن             | ریس ویترسپون      | وحشی                               | شرل استرید                           |
| ۲۰۱۶ ۲۵م | اجرای مرد            | لئوناردو دی‌کاپریو | بازگشته                            | هیو گلاس                             |
| ۲۰۱۶ ۲۵م | اجرای مرد            | مت دیمون          | مریخی                              | مارک واتنی                           |
| ۲۰۱۶ ۲۵م | اجرای مرد            | مایکل بی. جردن    | کرید                               | دانی کرید                            |
| ۲۰۱۶ ۲۵م | اجرای مرد            | کریس پرت          | دنیای ژوراسیک                      | اُوِن گرَدی                             |
| ۲۰۱۶ ۲۵م | اجرای مرد            | رایان رینولدز     | ددپول                              | ددپول                                |
| ۲۰۱۶ ۲۵م | اجرای مرد            | ویل اسمیت         | ضربه مغز                           | Dr. Bennet Omalu                     |
| ۲۰۱۶ ۲۵م | اجرای زن             | شارلیز ترون       | مکس دیوانه: جاده خشم               | Imperator Furiosa                    |
| ۲۰۱۶ ۲۵م | اجرای زن             | آلیسیا ویکاندر    | اکس ماکینا                         | آوا                                  |
| ۲۰۱۶ ۲۵م | اجرای زن             | آنا کندریک        | آوازخوان حرفه‌ای ۲                  | بکا میچل                             |
| ۲۰۱۶ ۲۵م | اجرای زن             | دیزی ریدلی        | جنگ ستارگان: نیرو برمی‌خیزد         | ری                                   |
| ۲۰۱۶ ۲۵م | اجرای زن             | جنیفر لارنس       | جوی                                | Joy Mangano                          |
| ۲۰۱۶ ۲۵م | اجرای زن             | مورنا باکارین     | ددپول                              | Vanessa James                        |
| ۲۰۱۷ ۲۶م | بهترین اجرا (ترکیبی) | اما واتسون        | دیو و دلبر                         | بل                                   |
| ۲۰۱۷ ۲۶م | بهترین اجرا (ترکیبی) | تراجی پی. هنسون   | ارقام پنهان                        | کاترین جانسون                        |
| ۲۰۱۷ ۲۶م | بهترین اجرا (ترکیبی) | هیو جکمن          | لوگان                              | ولورین                               |
| ۲۰۱۷ ۲۶م | بهترین اجرا (ترکیبی) | دنیل کالویا       | برو بیرون                          | کریس واشینگتن                        |
| ۲۰۱۷ ۲۶م | بهترین اجرا (ترکیبی) | جیمز مک‌آووی       | شکافته                             | کوین وندل کرامب                      |
| ۲۰۱۷ ۲۶م | بهترین اجرا (ترکیبی) | هیلی استاینفلد    | آستانه هفده‌سالگی                   | نادین فرانکلین                       |
| ۲۰۱۸ ۲۷م | بهترین اجرا (ترکیبی) | چادویک بوزمن      | پلنگ سیاه                          | پلنگ سیاه                            |
| ۲۰۱۸ ۲۷م | بهترین اجرا (ترکیبی) | تیموتی شالامی     | مرا با نامت صدا کن                 | الیو پرلمان                          |
| ۲۰۱۸ ۲۷م | بهترین اجرا (ترکیبی) | انسل الگورت       | بیبی راننده                        | مایلز «بیبی»                         |
| ۲۰۱۸ ۲۷م | بهترین اجرا (ترکیبی) | دیزی ریدلی        | جنگ ستارگان: آخرین جدای            | ری                                   |
| ۲۰۱۸ ۲۷م | بهترین اجرا (ترکیبی) | سرشه رونان        | لیدی برد                           | کریستین «لیدی بِرد» مک‌فرسون           |
| ۲۰۱۹ ۲۸م | بهترین اجرا (ترکیبی) | لیدی گاگا         | ستاره‌ای متولد شده‌است               | آلای مِین                             |
| ۲۰۱۹ ۲۸م | بهترین اجرا (ترکیبی) | آماندلا استنبرگ   | نفرتی که تو می‌کاری                 | استار کارتر                          |
| ۲۰۱۹ ۲۸م | بهترین اجرا (ترکیبی) | لوپیتا نیونگو     | ما                                 | رِد                                   |
| ۲۰۱۹ ۲۸م | بهترین اجرا (ترکیبی) | رامی ملک          | بوهمین راپسودی                     | فردی مرکوری                          |
| ۲۰۱۹ ۲۸م | بهترین اجرا (ترکیبی) | ساندرا بولاک      | جعبه پرنده                         | مالوری                               |

### دهه ۲۰۲۰
| سال      | رده                  | بازیگر          | فیلم              | نقش                  |
| -------- | -------------------- | --------------- | ----------------- | -------------------- |
| ۲۰۲۱ ۲۹م | بهترین اجرا (ترکیبی) | چادویک بوزمن    | بلک باتم ما رینی  | لِوی گرین             |
| ۲۰۲۱ ۲۹م | بهترین اجرا (ترکیبی) | ساشا بارون کوهن | دادگاه شیکاگو هفت | ابی هافمن            |
| ۲۰۲۱ ۲۹م | بهترین اجرا (ترکیبی) | دنیل کالویا     | یهودا و مسیح سیاه | فرد همپتون           |
| ۲۰۲۱ ۲۹م | بهترین اجرا (ترکیبی) | کری مولیگان     | زن جوان آتیه‌دار   | کاساندرا «کَسی» توماس |
| ۲۰۲۱ ۲۹م | بهترین اجرا (ترکیبی) | زندیا           | مالکوم و ماری     | ماری                 |

## چندین جایزه و نامزدشدن
| جایزه | بازیگر            |
| ----- | ----------------- |
| ۳     | لئوناردو دی‌کاپریو |
| ۳     | جنیفر لارنس       |
| ۳     | کریستن استوارت    |
| ۲     | چادویک بوزمن      |
| ۲     | جیم کری           |
| ۲     | بردلی کوپر        |
| ۲     | تام کروز          |
| ۲     | جانی دپ           |
| ۲     | جاش هاچرسون       |
| ۲     | رابرت پتینسون     |
| ۲     | ویل اسمیت         |

| نامزدشدن | بازیگر            |
| -------- | ----------------- |
| ۷        | ویل اسمیت         |
| ۶        | لئوناردو دی‌کاپریو |
| ۶        | ساندرا بولاک      |
| ۵        | تام کروز          |
| ۵        | تام هنکس          |
| ۵        | جنیفر لارنس       |
| ۵        | جولیا رابرتس      |
| ۵        | اما واتسون        |
| ۴        | مت دیمون          |
| ۴        | چنینگ تیتوم       |
| ۴        | ریس ویترسپون      |